# Tattoos and Mushrooms
Tattoos and Mushrooms ist ein Jazzalbum von Steven Bernstein, Marcus Rojas und Kresten Osgood. Die am 20. November 2007 im Studio Menudio in Dänemark entstandenen Aufnahmen erschienen am 1. Januar 2009 auf ILK Music.

## Hintergrund
Auf dem Album Tattoos and Mushrooms spielte der Trompeter Steven Bernstein mit dem Tubisten Marcus Rojas und dem Schlagzeuger Kresten Osgood. Wenige Monate zuvor hatten Bernstein und Marcus Rojas bei Michael Blakes Album Hellbent mitgewirkt. Kresten Osgood wiederum hatte 2006 mit Blake in New York das Duoalbum Control This eingespielt. Im Herbst 2007 war dieses Trio auf einer Europatournee und ging kurz nach danach ins Studio, um dieses Album einzuspielen. Zu dem dafür ausgewählten Repertoire gehört eine Interpretation von „I’m So Lonesome I Could Cry“ (ein Lied, das Countrysänger Hank Williams 1949 veröffentlichte), außerdem Jazztitel von Charles Brackeen („Prince of Night“), Thelonious Monk („Thelonious“) und Charles Mingus („East Coasting“, von dessen gleichnamigen Album von 1958).

## Titelliste
- Steven Bernstein, Marcus Rojas, Kresten Osgood: Tattoos and Mushrooms (ILK Music ILK150CD)[3]

1. Prince of Night (Charles Brackeen) 6:51
2. Hope for Denmark 5:27
3. Thelonious (Thelonious Monk) 8:22
4. Scaramanga 6:24 (Steven Bernstein, Marcus Rojas, Kresten Osgood)
5. Abington 4:11
6. Eastcoasting (Charles Mingus) 6:45
7. So Lonesome I Could Cry (Hank Williams) 8:39
8. Khumbu 7:44
9. The Beat-Up Blues 7:55

Sofern nicht anders vermerkt, stammen die Kompositionen von Kresten Osgood.

## Rezeption

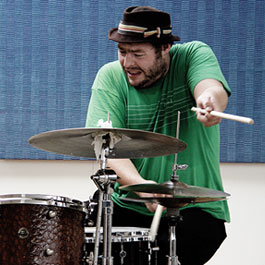
Kresten Osgood (2014)

Die Besetzung aus Zugtrompete, Tuba und Schlagzeug sei im Jazz gelinde gesagt etwas ungewöhnlich, ebenso wie die Wahl von Hank Williams’ „So Lonesome I Could Cry“ als Vehikel für Improvisationen, meint Chris Mosey in All About Jazz. Bernstein, Rojas und Osgood würden sich mutig in Klangregionen wagen, in die noch kein Mensch zuvor vorgedrungen sei. Es sei interessant, darüber zu spekulieren, was Thelonious Monk über die avantgardistische Behandlung seiner Erkennungsmelodie „Thelonious“ durch dieses Trio gesagt hätte. Hier ertöne die Melodie erst, als Bernstein Zugang zum Mikrofon erhält. Angesichts der Instrumentierung sei dies kaum verwunderlich.
Jan Strand, der das Album im schwedischen Jazzmagazin Orkester Journalen rezensierte, zählte es zu einem der besten Alben des Jahres. Osgoods einfühlsames und abwechslungsreiches Spiel im Trio mit Bernstein und Rojas sei reiner Hörgenuss. Strands Favoritenstück von Tatoos and Mushrooms sei dessen „The Beat-Up Blues“, wobei Bernstein die Melodie sehr liedhaft spiele: „So einfach, so gut!“